# Livadeia
Livadeia (Grieks: Λιβαδειά, Livadiá ) is een plaats in centraal Griekenland. Het is de hoofdstad van het district Boeotia. In het oude Griekenland was het bekend als Lebadeia.

## Geschiedenis
Lebadeia (Oudgrieks: Λεβάδεια) was in de oudheid een stad in Boeotië, ten westen van het Copaïs-meer en ten noorden van de berg Helikon. Lebadeia was vooral bekend om het daar gevestigde orakel van Trophonios. Dit orakel was op zijn beurt weer verbonden met de tempel van Zeus, waarvan nog resten gevonden zijn bij de huidige, naar de profeet Elias genoemde heuvel. Deze tempel is nooit helemaal afgekomen, ondanks een forse donatie van de koning der Seleuciden, Antiochus IV Epiphanes.
Het werd beroemd in de wereld van de Oudheid, en zelfs door de koning van Lydië, Croesus, bevraagd. Croesus wilde weten of er een kans bestond op het verslaan van de Perzen, mocht hij tegen hen ten strijde trekken. Wat het orakel antwoordde vertelt de geschiedenis niet. Het orakel heeft lang bestaan (tot in de 2e eeuw n. Chr); op de locatie zelf stond onder andere een beeld van de Griekse beeldhouwer Praxiteles.
Lebadeia speelde een rol in de zogenaamde Boeotische Bond, een stedenverband dat tussen 446 v.Chr. en - met een tweetal lange onderbrekingen - 146 v. Chr een tegenwicht bood tegen de andere, machtiger steden van Griekenland, o.a. Athene en Korinthe.